# یواس‌اس اسکولکیل (ای‌او-۷۶)
یواس‌اس سچویلکیلل (ای‌او-۷۶) (به انگلیسی: USS Schuylkill (AO-76)) یک کشتی بود که طول آن ۵۲۳ فوت ۶ اینچ (۱۵۹٫۵۶ متر) بود. این کشتی در سال ۱۹۴۳ ساخته شد.